# 睦月型駆逐艦

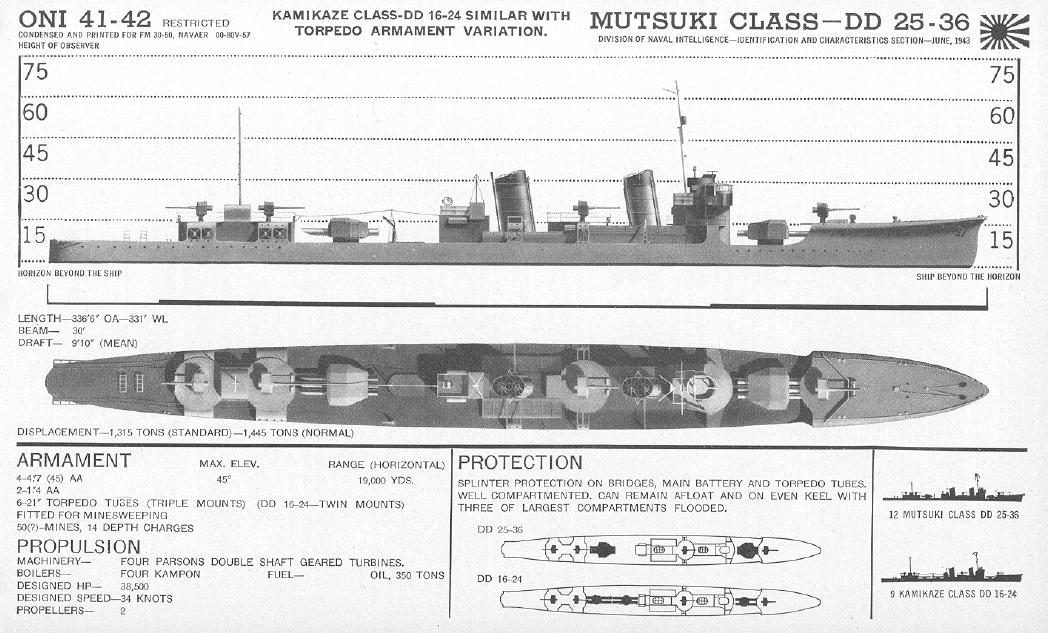
米軍作成の識別図

睦月型駆逐艦（むつきがたくちくかん、Mutsuki Class Destroyers）は日本海軍の駆逐艦の艦級。イギリス駆逐艦の模倣から脱却した峯風型、神風型の流れを汲む最後の艦型で、日本駆逐艦として初めて61cm魚雷発射管を搭載した。12隻が建造され、すべて太平洋戦争で沈没した。

## 計画
1922年（大正11年）にワシントン軍縮条約が調印され、従来の軍備計画(八八艦隊計画など)の中で製造未訓令の艦の予算が整理され、新たに大正十二年度艦艇建造新計画が策定された。
このうち駆逐艦は一等駆逐艦22隻、二等駆逐艦15隻が整理対象となり、新たに軍艦製造費で3隻、補助艦艇製造費で21隻の計24隻の1,400トン型駆逐艦(一等駆逐艦)が計画された。
なお、二等駆逐艦は計画されず、この計画以後は一等駆逐艦に統一された。
これに先立つ1920年（大正9年）、軍令部は将来の第1線の駆逐艦は航続距離、凌波性などを考えて排水量を1,600トン以上に、魚雷は53cmに代えて61cm魚雷を早急に装備することを強く要求していた。
この背景があり、補助艦艇製造費での建造21隻は計画が変更され、1,400トン型13隻と1,700トン型5隻に改められた。
結局この計画で1,400トン型は計16隻が建造され、最初の4隻は神風型(後期艦4隻)になり、残り12隻が(61cm魚雷を装備した)本型となった。
また、1,700トン型5隻は吹雪型となった。

## 艦型
基本計画番号は福井によると12隻全てF41E、岩重によると睦月から皐月までの5隻がF41E、水無月から菊月までの4隻がF41F、三日月は不明、望月、夕月の2隻がF41Gである。睦月命名前（後述）の艦型呼称は第十九号型駆逐艦、睦月戦没後の艦艇類別表上は卯月型 だが、いずれも基本設計上の同型であり睦月型と通称する。別称（望月型、水無月型、長月型 等）も存在するが当時は公文書でも艦艇類別表と異なる艦型表記は珍しくなく、艦型兵装で区別した呼称かは不明である。
船体は神風型とほぼ同一でタートルバック型の船首楼を持つが、艦首形状はスプーン・バウからダブルカーブド・バウに変更された。
更に艦首フレアも大きくされて艦首平面が少々太った形状になり、凌波性の向上が図られている。
61cm魚雷発射管の装備のため、船首楼後端(1番12cm砲後方下部)が切り欠かれた。
その船首楼後端の形状は睦月からの5隻には舷側上端にエッジがあり、水無月以降の7隻にはエッジが無かった。
艦橋は神風型後期艦と同様、羅針艦橋の前面と側面に鋼製の固定式側板が設置され、窓ガラスが入れられた。
天蓋は従来通り開放式のままである。
また羅針艦橋後方の艦長休憩所兼水雷指揮所の上部は測的所とされ、2m測距儀1基とその左右に30cm信号用探照燈各1基が設置された。
短艇甲板下部は神風型後期艦同様に左舷が閉塞されている。
兵装では日本駆逐艦として初めて61cm魚雷を採用した。
主力艦の水中防御力が増し、従来の53cm魚雷では能力不足とされたためである。
魚雷発射管は61cm3連装発射管2基6門になり、
予備魚雷は6本を搭載、前部煙突右舷と後部煙突両舷の3カ所に各2本ずつを格納した。
砲熕兵装については、12cm主砲は神風型と数、配置共に同じ4門を装備した。
機銃は神風型後期艦4隻と同じ、留式機銃(7.7mm)2挺を装備し、装備位置も後期艦と同じで、羅針艦橋から1甲板下げた短艇甲板左右舷に各1挺ずつを装備した。
艦尾には八一式爆雷投射機(片舷投射機)、爆雷装填台各2基を装備、爆雷18個を搭載した。
その他、睦月から長月までの8隻は一号機雷投下軌道2条を設置、機雷は16個搭載とされた。
菊月以降の4隻は機雷投下軌道に代わり大型ウィンチ、パラベーンなど掃海装備1式を備えた。
機関は神風型後期艦と同じ、過熱器付ロ号艦本式重油専焼缶4基と艦本式タービン2基を装備した。
ただし弥生のタービンはメトロポリタン・ヴィッカース社から輸入したメトロポリタン・ヴィッカース式、長月のそれは石川島造船所製造のツエリー(チェリー、チューリー)式だった。
これは従来のタービンには故障が頻発し、比較参考のために導入したものと思われる。
排水量はこれらの改正で神風型に比べ約50トン増加し、復元性能は最初の計画艦(峯風型前期艦)に比べて大きく低下していたが、新造時に対策は取られなかった。また後日の調査では船体中央部に強い応力の掛かっていることがわかった。

## 変遷

### 開戦まで
竣工後の主な改装は以下の通り。
- 煙突に雨水除去装置を設置、トップが延長され鋭角となった[22]。1932年（昭和7年）の望月ではまだ確認出来ず[38]、1935年（昭和10年）10月の夕月などに確認できる[39]。
- 吹雪型同様、魚雷発射管に盾を装備した[22]。盾の研究は1932年から始められ、1935年の夕月などに確認できる[39]。

1935年（昭和10年）の第四艦隊事件では睦月・菊月が艦橋圧壊など、直接の被害を受けた。
そのために1937年（昭和12年）頃まで復元性能を含めた性能改善工事を行った。主な工事内容は以下の通り。
- 羅針艦橋は幅が縮小され、天蓋が固定式となり、前面は吹雪型に似た丸みを帯びた形状に変更された。
- 羅針艦橋下部の短艇甲板は機銃設置部分を除いて撤去され、カッター用ダビットは上甲板に移された。
- 後部煙突両舷の予備魚雷格納筺は魚雷を縦置きから横置きにした。このため格納筺は魚雷運搬軌道にかかる形になった。
- 通船用ダビットを撤去、内火艇用ダビット、魚雷積み込みダビットの位置を変更した。
- 後部煙突の後方に方位測定室を設け、ループアンテナを設置した。

これらの工事により、1938年（昭和13年）の時点で排水量1,926トン、速力32.5ノットとなっていた。

開戦時の兵装は、田村によると
- 12cm単装砲 4基4門
- 61cm3連装魚雷発射管 2基6門
- 八年式魚雷 定数6本、予備6本、計12本
- 八一式爆雷投射機 2基
- 爆雷 18個
- 舷外電路装備

対空機銃は三日月・皐月・水無月・文月の4隻が7.7mm機銃2挺(竣工時と同じ)、その他の8隻は7.7mm機銃2挺に加えて探照燈後方に機銃台を設け、13mm連装機銃1基を設置と推定している。

### 大戦中の変遷
睦月型に関しては資料不足もあり、大戦中の変遷はほとんど分かっていなかった。加えて睦月型には重複した内容の機銃増備訓令が出されており、また実際の改装も日本に帰港した際に行われるのがほとんどのため、大きく遅れて工事が行われたり、また工事が行われないまま戦没する艦もあった。更に訓令通りに工事を実施しない艦もあり、その変遷は非常に複雑となっている。例えば1943年（昭和18年）に睦月型、神風型、峯風型の一部ボイラー・主砲・魚雷兵装を撤去し、対空火力を強化した上で甲板に特型運貨船2基を搭載する改造を行う計画があったが、睦月型で工事を行ったのは卯月・文月・三日月・夕月、缶を撤去したのは卯月と三日月のみで、主砲の高角砲換装は未実施となった。

三日月の場合、アメリカ軍撮影による同艦の最後となる写真(1943年7月28日撮影)が残されている。上記通達(訓令) やこれらの写真から兵装は以下の通りと推測される。
- 2番、4番12cm砲を撤去。それぞれの砲座を拡大し、2番砲跡には25mm連装機銃2基、4番砲跡には25mm3連装機銃2基を装備している。
- 探照燈後方の13mm連装機銃は機銃座ごと撤去されている。
- 艦橋前の機銃座を拡大(しているように見える)。訓令通り、7.7mm機銃を撤去し13mm連装機銃を2基装備と推測される。
- 2番魚雷発射管は撤去されている。
- 左舷内火艇用デリックは大型デリックに換装されている。訓令にある小発(10m特型運貨船)の搭載用と思われる。
- 後部甲板に八一式爆雷投射機用の装填台2基が見え、掃海設備は無い。また艦尾に爆雷投下台6基がある。機雷投下軌道は見えない。
- 後部煙突は後半を撤去し、大きさが半分になっている。訓令通り、ボイラー1基撤去(4番ボイラー)と推測される。
- 舷外電路装備

通達と写真の状況はほぼ相違なく、後部煙突左舷の予備魚雷格納筺撤去も実施されたと推測される。
また「あ号作戦後の兵装増備の状況調査」によると1944年（昭和19年）8月31日時点での卯月の兵装は以下のようになっていた。
- 12cm単装砲2門
- 61cm3連装魚雷発射管1基、右舷予備魚雷格納筺
- 25mm3連装機銃2基、同連装2基、同単装6挺、単装据付座2基
- 八一式爆雷投射機2基、爆雷投下軌道2条
- 13号電探1基

略図によると艦尾には舟艇発進用のスロープが設けられていた。
また、煙突の太さは従来のままに描かれているが、ボイラーは訓令通り1基撤去されており、出力28,000馬力、速力29.5ノットになっていた。艦艇研究科の田村俊夫は、煙突下部のボイラーからの煙路出口を塞ぎ、工事量節約のために煙突はそのままにしたのだろうと推測している。
同じく8月20日附調査の皐月の場合は
- 12cm単装砲3門
- 61cm3連装魚雷発射管2基
- 25mm3連装機銃3基、同連装2基(図では3連装1基、連装4基)、同単装9挺、13mm単装機銃5挺

で、予備魚雷格納筺、爆雷投射機、同投下軌道、電探は図に描かれていない。

## 同型艦

### 艦番による艦名
八八艦隊計画による大建艦計画により艦名不足が心配され神風型[II]、若竹型より駆逐艦は番号名となった。しかしワシントン軍縮条約により計画は中止、艦名不足の心配は無くなり1928年（昭和3年）8月1日付（同年6月1日、達第80号）で、神風型駆逐艦（第一号型駆逐艦）、若竹型駆逐艦（第二号型駆逐艦）、睦月型駆逐艦（第十九号型駆逐艦）、吹雪型駆逐艦（第三十五号型駆逐艦）等の固有艦名へ改名した。
菊月までは旧暦の月の名称だったが（「葉月」は除外されている）、三日月以降の3隻は月名となっている。
| 艦番 | 竣工時艦名       | 1928年改名 |
| ---- | ---------------- | ---------- |
| 19   | 第十九号駆逐艦   | 睦月       |
| 21   | 第二十一号駆逐艦 | 如月       |
| 23   | 第二十三号駆逐艦 | 弥生       |
| 25   | 第二十五号駆逐艦 | 卯月       |
| 27   | 第二十七号駆逐艦 | 皐月       |
| 28   | 第二十八号駆逐艦 | 水無月     |
| 29   | 第二十九号駆逐艦 | 文月       |
| 30   | 第三十号駆逐艦   | 長月       |
| 31   | 第三十一号駆逐艦 | 菊月       |
| 32   | 第三十二号駆逐艦 | 三日月     |
| 33   | 第三十三号駆逐艦 | 望月       |
| 34   | 第三十四号駆逐艦 | 夕月       |

### 睦月型の戦歴
睦月型12隻は竣工後、佐世保鎮守府に所属した。第22、23、30駆逐隊で第二水雷戦隊を編制、吹雪型の竣工以降は1935年（昭和10年）頃まで第一水雷戦隊所属となった。上海事変や日華事変では中国方面に進出、揚子江作戦にも従事した。太平洋戦争では峯風型、神風型が主に日本近海での船団護衛に就いたのに対し、旧式ながら雷装と航洋性能に勝る睦月型は中部～南太平洋の戦線や船団護衛に投入され、半数の6隻がソロモン方面で戦没した。
1941年（昭和16年）12月の開戦時、第六水雷戦隊の第22駆逐隊（皐月、水無月、文月、長月）と第30駆逐隊（睦月、如月、弥生、望月）が中部太平洋、第五水雷戦隊の第23駆逐隊（卯月、菊月、夕月）が東南アジア方面に進出し、三日月は第三航空戦隊所属で内海に待機した。第30駆逐隊は開戦直後にウェーク島の戦いに参加し、如月が沈没。その後は第22駆逐隊と共に南洋に進出し珊瑚海海戦などに参加、1942年（昭和17年）5月にツラギで菊月が沈没した。第22駆逐隊はフィリピンやジャワ島攻略作戦、バタビア沖海戦などに参加、蘭印作戦が終了すると三日月と共に南西太平洋方面の船団護衛任務に就いた。
1942年（昭和17年）7月以降、睦月・弥生・卯月・望月・夕月は激戦のソロモン海を中心に輸送作戦に従事した。8月の第二次ソロモン海戦で睦月、9月に東部ニューギニアで弥生が沈没。1943年（昭和18年）1月以降は旧第22駆逐隊も南東方面に順次投入され、2月のガダルカナル島撤退作戦などに参加した。7月に長月がクラ湾夜戦で、三日月がニューブリテン島沖、10月には望月が同島沖で沈没。1944年（昭和19年）2月に文月がトラック島空襲、6月に水無月がタウィタウィ島で米潜水艦に撃沈された。残る卯月、皐月、夕月は8月以降にフィリピンへの輸送作戦に参加するが、9月に皐月がマニラで、卯月と夕月は12月のオルモック輸送作戦で沈没し、全隻を喪失した。

### 同型艦
睦月（むつき）
1926年（大正15年）3月25日、佐世保海軍工廠で竣工。当初の艦名は「第十九号駆逐艦」。1928年（昭和3年）8月1日、睦月と改名。1942年（昭和17年）8月25日、ガダルカナル島へ向かう輸送船団護衛中、サンタイサベル島沖で米陸軍機の爆撃を受け沈没（第二次ソロモン海戦）。
如月（きさらぎ）
1925年（大正14年）12月21日、舞鶴要港部工作部で竣工。当初の艦名は「第二十一号駆逐艦」。1928年（昭和3年）8月1日、如月と改名。1941年（昭和16年）12月11日、ウェーク島攻略作戦中、同島南西岸でF4F戦闘機の攻撃を受け魚雷(一説には爆雷)が誘爆し爆沈。
弥生（やよい／やよひ）
1926年（大正15年）8月28日、浦賀船渠で竣工。当初の艦名は「第二十三号駆逐艦」。1928年（昭和3年）8月1日、弥生と改名。1942年9月11日、ラビ輸送作戦の帰途、ニューギニア・ノーマンビー島東方で駆逐艦「磯風」と共に行動中、米陸軍、英軍爆撃機の爆撃を受け沈没（ラビの戦い）。
卯月（うづき）
1926年9月14日、東京石川島造船所で竣工。当初の艦名は「第二十五号駆逐艦」。1928年（昭和3年）8月1日、卯月と改名。1944年（昭和19年）12月12日、オルモック輸送作戦中、米魚雷艇PT-490ほかと交戦し、被雷沈没（多号作戦）。
皐月（さつき）
1925年11月15日、藤永田造船所で竣工。当初の艦名は「第二十七号駆逐艦」。1928年（昭和3年）8月1日、皐月と改名。1944年（昭和19年）9月21日、船団護衛任務中、マニラ湾外マシンロックで米空母機の爆撃を受け沈没。
水無月（みなづき）
1927年（昭和2年）3月22日、浦賀船渠で竣工。当初の艦名は「第二十八号駆逐艦」。1928年（昭和3年）8月1日、水無月と改名。1944年6月6日、あ号作戦中、タウィタウィ島南方で米潜水艦「ハーダー」の雷撃を受け沈没。
文月（ふみづき）
1926年7月3日、藤永田造船所で竣工。当初の艦名は「第二十九号駆逐艦」。1928年（昭和3年）8月1日、文月と改名。1944年（昭和19年）2月17日、トラック島北東水道で、米空母機の爆撃を受け大破、翌日に沈没（トラック島空襲）。
長月（ながつき）
1927年4月30日、東京石川島造船所で竣工。当初の艦名は「第三十号駆逐艦」。1928年（昭和3年）8月1日、長月と改名。1943年（昭和18年）7月5日、クラ湾夜戦で座礁。翌日米軍機の爆撃を受け大破、放棄。
菊月（きくづき）
1926年11月20日、舞鶴要港部工作部で竣工。当初の艦名は「第三十一号駆逐艦」。1928年（昭和3年）8月1日、菊月と改名。1942年（昭和17年）5月4日、ツラギ攻略作戦中、米空母機の爆撃を受けツラギ港カブツ東岸に擱座、乗組員を敷設艦沖島に収容し、放棄。
三日月（みかづき）
1927年5月7日、佐世保海軍工廠で竣工。当初の艦名は「第三十二号駆逐艦」。1928年（昭和3年）8月1日、三日月と改名。1943年（昭和18年）7月27日、ツルブ輸送作戦中、グロスター岬沖で座礁。翌日米陸軍機の爆撃を受け大破、放棄。
望月（もちづき）
1927年10月31日、浦賀船渠で竣工。当初の艦名は「第三十三号駆逐艦」。1928年（昭和3年）8月1日、望月と改名。1943年（昭和18年）10月24日、卯月と共にジャキノット輸送作戦中、同湾内で米海兵隊機の爆撃を受け沈没。
夕月（ゆうづき／ゆふづき）
1927年7月25日、藤永田造船所で竣工。当初の艦名は「第三十四号駆逐艦」。1928年（昭和3年）8月1日、夕月と改名。1944年（昭和19年）12月12日、オルモック輸送の帰途、セブ北北東沖で米海兵隊機の爆撃を受け大破、駆逐艦桐により自沈処分（多号作戦）。

## 駆逐隊の変遷

### 第三十駆逐隊
佐世保鎮守府籍の睦月・如月・弥生・卯月で編成。1923年（大正12年）12月1日に第二十九駆逐隊へ統合され解隊した神風型駆逐艦 (初代)4隻からなる先代に続く二代目の第三十駆逐隊である。
1926年（大正15年）4月1日：第19号(睦月)と第21号(如月)で編成、第二艦隊第二水雷戦隊所属。
同年9月7日：第23号(弥生)編入。
同年9月20日：第25号(卯月)編入。
1928年（昭和3年）12月10日：佐世保鎮守府予備艦。
1931年（昭和6年）12月1日：第一艦隊第一水雷戦隊に転籍。
1932年（昭和7年）2月2日：第三艦隊第一水雷戦隊(第一次上海事変により第一水雷戦隊所属隊はそのまま第三艦隊へ)、3月20日まで。
1932年（昭和7年）12月1日：第一艦隊第一水雷戦隊。
1934年（昭和9年）11月15日：佐世保警備戦隊所属
1935年（昭和10年）11月15日：第一艦隊第一水雷戦隊。
1936年（昭和11年）12月1日：第一艦隊第一航空戦隊に転籍。
1937年（昭和12年）10月20日：一航戦は支那方面艦隊に転籍。
1937年（昭和12年）12月1日：第二艦隊第二航空戦隊に転籍。
1938年（昭和13年）11月15日：睦月解除、第23駆逐隊へ。
1938年（昭和13年）12月15日：夕月編入。
1938年（昭和13年）12月15日：佐世保鎮守府予備艦。
1939年（昭和14年）11月15日：駆逐隊編成を改定、所属艦は睦月、望月になる
1939年（昭和14年）11月15日：第四艦隊附属に転籍。
1940年（昭和15年）4月29日：この時点での所属艦は睦月、如月、弥生、望月。
1940年（昭和15年）11月15日：第四艦隊第六水雷戦隊に転籍。
1941年（昭和16年）12月11日：如月戦没。翌年1月15日除籍。
1942年（昭和17年）5月25日：解隊した第二十三駆逐隊より卯月を編入。
1942年（昭和17年）5月30日：睦月を第二海上護衛隊に編入。
1942年（昭和17年）6月2日：睦月を第二海上護衛隊より解除。
1942年（昭和17年）7月10日：第六水雷戦隊解隊、第二海上護衛隊に所属。
1942年（昭和17年）7月14日：第八艦隊附属に転籍。
1942年（昭和17年）8月25日：睦月戦没（第二次ソロモン海戦）。10月1日除籍。
1942年（昭和17年）9月11日：弥生戦没（ラビの戦い）。10月20日除籍。
1942年（昭和17年）12月1日：解隊。
1943年（昭和18年）3年31日：三日月、望月、卯月で再編成。三日月は第一海上護衛隊より編入。
1943年（昭和18年）4月1日：第八艦隊第三水雷戦隊に転籍。
1943年（昭和18年）7月29日：三日月戦没、10月15日除籍。
1943年（昭和18年）10月24日：望月戦没、翌年1月5日除籍。
1943年（昭和18年）11月30日：第二海上護衛隊より夕月を編入。
1944年（昭和19年）5月1日：第十一航空艦隊より秋風を、第八艦隊より松風を編入。
1944年（昭和19年）6月9日：第3606船団護衛中の松風戦没。8月10日削除。
1944年（昭和19年）8月10日：三水戦は連合艦隊直属に転籍。
1944年（昭和19年）8月20日：解隊した第二十二駆逐隊より皐月、夕凪を編入。
1944年（昭和19年）8月25日：夕凪戦没。10月10日削除。
1944年（昭和19年）8月31日：三水戦は第31戦隊に改編。
1944年（昭和19年）9月1日：第31戦隊は第五艦隊に転籍。
1944年（昭和19年）9月21日：皐月戦没、11月10日削除。
1944年（昭和19年）11月3日：秋風戦没。翌年1月10日除籍。
1944年（昭和19年）12月12日：卯月戦没、翌年1月10日除籍。
1944年（昭和19年）12月13日：夕月戦没、翌年1月10日除籍。
1944年（昭和19年）12月26日：横須賀警戒隊より旗風、第一護衛艦隊（旧第一海上護衛隊）より汐風を編入。
1945年（昭和20年）1月10日：解隊。
（1945年（昭和20年）1月15日：旗風戦没、3月10日除籍。）
（1945年（昭和20年）2月15日：汐風は第一駆逐隊に転出。以後は第一駆逐隊の項に譲る。）

### 第二十二駆逐隊
佐世保鎮守府籍の皐月・水無月・文月・長月で編成。1925年（大正14年）11月5日に樺型駆逐艦4隻からなる先代第二十二駆逐隊が横須賀鎮守府第六駆逐隊に転出した後に続く、二代目の第二十二駆逐隊である。
1926年（大正15年）12月1日：第27号(皐月)と第29号(文月)で編成、第二艦隊二水雷戦隊所属。
1927年（昭和2年）4月1日：第28号(水無月)編入。
1927年（昭和2年）5月20日：第30号(長月)編入。
1928年（昭和3年）12月10日：佐世保鎮守府予備艦。
1931年（昭和6年）12月1日：第一艦隊第一水雷戦隊に転籍。
1932年（昭和7年）2月2日：第三艦隊第一水雷戦隊(第一次上海事変により第一水雷戦隊所属隊はそのまま第三艦隊へ)、3月20日まで。
1932年（昭和7年）12月1日：第一艦隊第一水雷戦隊。
1933年（昭和8年）11月15日：佐世保鎮守府予備艦。
1934年（昭和9年）11月15日：第一艦隊第一水雷戦隊。
1935年（昭和10年）11月15日：佐世保警備戦隊所属
1936年（昭和11年）6月15日：佐世保警備戦隊を離脱
1936年（昭和11年）12月1日：連合艦隊第二艦隊第二航空戦隊に転籍。
1937年（昭和12年）10月20日：二航戦は支那方面艦隊に転籍。
1937年（昭和12年）12月1日：佐世保鎮守府予備艦。
1938年（昭和13年）1月8日：皐月解除。
1938年（昭和13年）7月1日：皐月復帰、文月解除。
1938年（昭和13年）12月15日：文月復帰。
1940年（昭和15年）11月15日：連合艦隊直属第五水雷戦隊に転籍（皐月、水無月、文月、長月）。
1941年（昭和16年）4月10日：五水戦は第三艦隊に転籍、第二遣支艦隊司令長官の指揮下に入る。
1942年（昭和17年）3月10日：五水戦解散、第三南遣艦隊に転籍。
1942年（昭和17年）4月10日：新編の第一海上護衛隊に編入。
1942年（昭和17年）12月10日：解隊。
1943年（昭和18年）2月25日：皐月、水無月、文月、長月で再編。
1943年（昭和18年）4月1日：第八艦隊第三水雷戦隊に転籍。
1943年（昭和18年）7月7日：長月、座礁後大破、放棄（クラ湾夜戦）。11月1日除籍。
1944年（昭和19年）2月18日：文月戦没（トラック島空襲）、3月31日削除。
1944年（昭和19年）5月1日：第二海上護衛隊より夕凪を編入。
1944年（昭和19年）6月6日：水無月戦没。8月10日削除。
1944年（昭和19年）8月31日：三水戦は第31戦隊に改編。
1944年（昭和19年）8月10日：三水戦は連合艦隊直属に転籍。
1944年（昭和19年）8月20日：解隊。皐月と夕凪は第三十駆逐隊に転出。以後は上記第三十駆逐隊の項に譲る。

### 第二十三駆逐隊
佐世保鎮守府籍の菊月・三日月・望月・夕月で編成。1925年（大正14年）11月5日に樺型駆逐艦4隻からなる先代第二十三駆逐隊が横須賀鎮守府第七駆逐隊に転出した後に続く、二代目の第二十三駆逐隊である。
1927年（昭和2年）7月25日：第32号(三日月)と第34号(夕月)で編成。
1927年（昭和2年）12月1日：第31号(菊月)編入、第二艦隊第二水雷戦隊所属。
1928年（昭和3年）6月30日：第33号(望月)編入。
1929年（昭和4年）11月30日：佐世保鎮守府予備艦。
1931年（昭和6年）12月1日：第一艦隊第一水雷戦隊に転籍。
1932年（昭和7年）2月2日：第三艦隊第一水雷戦隊(第一次上海事変により第一水雷戦隊所属隊はそのまま第三艦隊へ)、3月20日まで。
1932年（昭和7年）12月1日：第一艦隊第一水雷戦隊。
1934年（昭和9年）11月15日：佐世保警備戦隊所属。
1936年（昭和11年）12月1日：第三艦隊第三水雷戦隊に転籍。
1937年（昭和12年）7月28日：佐世保警備戦隊を離脱。
1937年（昭和12年）12月1日：三水戦解散、第四艦隊第五水雷戦隊に転籍。
1938年（昭和13年）11月15日：夕月解除(12月15日第30駆逐隊へ)、睦月編入。
1938年（昭和13年）12月15日：五水戦は第五艦隊に転籍。
1939年（昭和14年）11月15日：駆逐隊編成を改定、所属艦は菊月、三日月、望月、卯月になる
1939年（昭和14年）11月25日：五水戦解散、佐世保鎮守府予備艦。
1940年（昭和15年）5月1日：卯月と夕月を解除。この時点での所属艦は菊月、三日月。
1940年（昭和15年）10月15日：卯月と夕月を編入。三日月を23駆より解除、同艦は整備と修理に従事。
1940年（昭和15年）11月15日：菊月、夕月、卯月は第二艦隊第二航空戦隊に転籍。
1941年（昭和16年）1月22日：第二航空戦隊は臨時に第二遣支艦隊の指揮下に入る。
1941年（昭和16年）4月10日：二航戦（空母2隻《蒼龍、飛龍》、23駆《菊月・夕月・卯月》）は第一航空艦隊に転籍。（三日月は第三航空戦隊に編入。）
1941年（昭和16年）7月10日：臨時に支那方面艦隊司令長官の指揮下に入る（7月末まで）。
1941年（昭和16年）11月16日：グアム島攻略作戦に関し、第四艦隊・第五根拠地隊の指揮下に入る。以後、南洋部隊（指揮官井上成美第四艦隊司令長官）に所属。
1942年（昭和17年）4月10日：第四艦隊第六水雷戦隊に転籍。
1942年（昭和17年）5月5日：菊月戦没、5月25日除籍。
1942年（昭和17年）5月25日：解隊。卯月は第三十駆逐隊に、夕月は第二十九駆逐隊に転出。以後は第二十九駆逐隊の項に譲る。
（1942年（昭和17年）6月20日：三日月は第一海上護衛隊に転出。）
（1943年（昭和18年）3年31日：三日月は第三十駆逐隊に転出。以後は上記第三十駆逐隊の項に譲る。）